# 今野緒雪
今野緒雪（1965年6月2日—）是日本輕小說作家，本名今野由紀子。
以獲得1993年上半年度Cobalt小說大賞以及Cobalt讀者大賞。作品中以輕小說《瑪莉亞的凝望》系列最為人熟悉。

## 作品系列
- 《夢之宮》系列
- 系列
- 《瑪莉亞的凝望》系列
- 《釋迦牟尼也凝望》系列

## 關聯條目
- 響玲音